# 31 de fevereiro

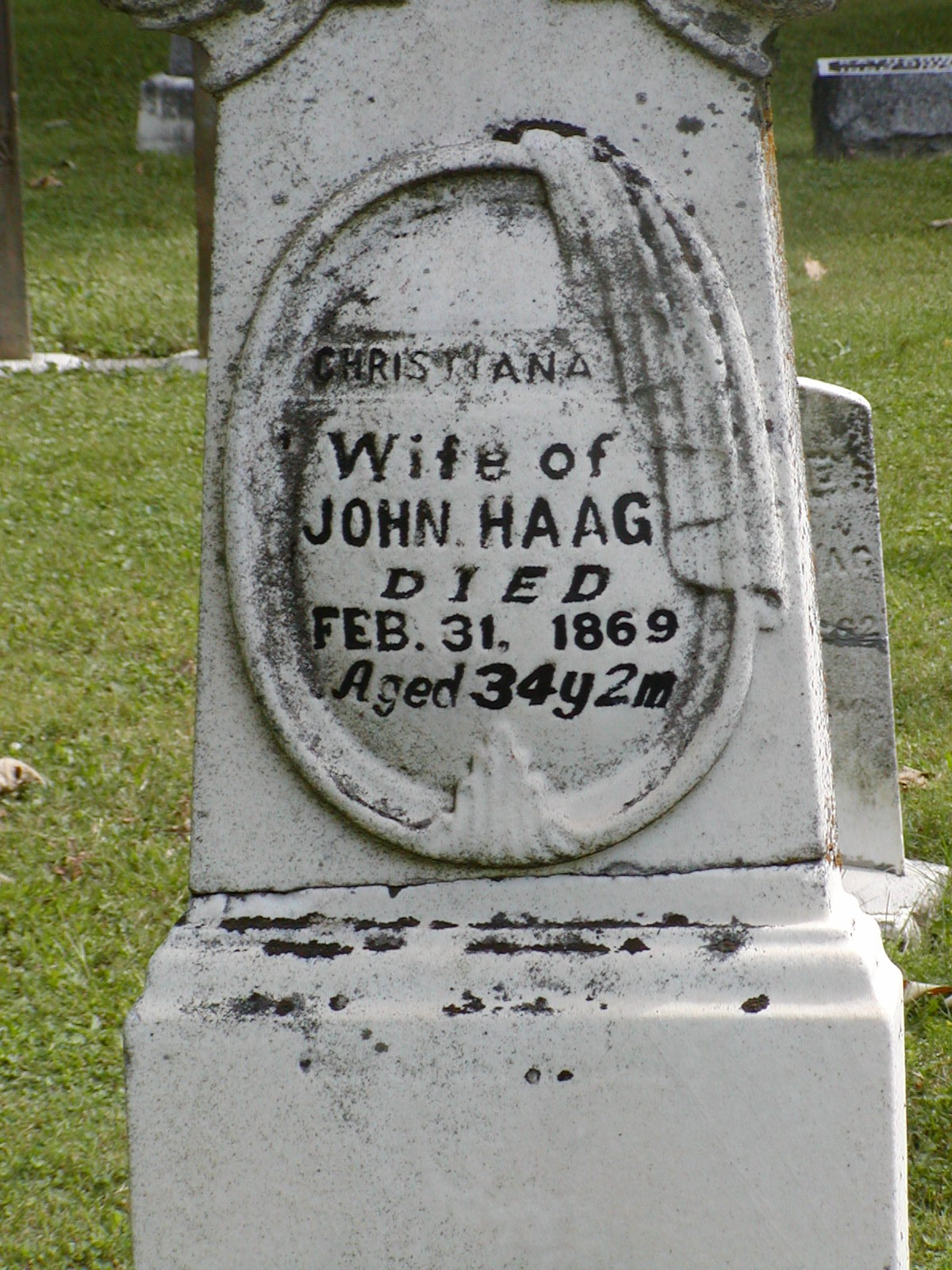
Lápide no cemitério do templo da antiga missão em Upper Sandusky, Ohio, mostra a data da morte de Christiana Haag: 31 de fevereiro de 1869.

O dia 31 de fevereiro (AO 1945: 31 de Fevereiro) é uma data fictícia usada para um evento imaginário, como, por exemplo, o dia de São Nunca.
Há exemplos, porém, de seu uso em casos excepcionais, como em lápides quando a data de morte do defunto é desconhecida, ou por superstição.
Também é usado (junto com 32 e 33 de fevereiro) para calcular dados meteorológicos. Também é utilizado no chamado Symmetry454 Calendar, uma proposta diferente de calendário.

## Usos na Cultura Popular
Várias obras de ficção usam inspiração de 31 de fevereiro, a saber: 

### Televisão
- Um episódio de The Alfred Hitchcock Hour (série de televisão, 1962-1965) é intitulado "The Thirty-First of February" (31 de Fevereiro). Neste episódio, David Wayne interpreta um homem que, por suspeita de assassinar sua esposa, está sendo coagido intencionalmente para fazê-lo confessar o crime. O processo inclui retornar o calendário de sua mesa repetidamente para 4 de fevereiro, a data da morte de sua esposa, e finalmente alterá-lo para o inexistente em 31 de fevereiro.[7]

### Literatura
- Um romance de Julian Symons, foi lançado em inglês sob o título "The 31st of February".[8]
- Um livro de Henri Maisongrande intitulado "Un certain 31 février et autres nouvelles singulières" ISBN 2-85480-600-X.